# Eparchie Gizeh
Die Eparchie Gizeh (lateinisch Eparchia Gizensis) ist eine in Ägypten gelegene Eparchie der koptisch-katholischen Kirche mit Sitz in Gizeh.

## Geschichte
Die Eparchie Gizeh wurde am 21. März 2003 von Papst Johannes Paul II. errichtet.

## Bischöfe der Eparchie Gizeh
- Andraos Salama, 2003–2005
- Antonios Aziz Mina, 2005–2017
- Toma Adly Zaki, seit 2019

## Statistik
| Jahr | Bevölkerung | Bevölkerung | Bevölkerung | Priester     | Priester         | Priester       | Priester               | Ständige Diakone | Ordensleute  | Ordensleute      | Pfarreien |
| Jahr | Katholiken  | Einwohner   | %           | Gesamtanzahl | Diözesanpriester | Ordenspriester | Katholiken je Priester | Ständige Diakone | Ordensbrüder | Ordensschwestern |           |
| ---- | ----------- | ----------- | ----------- | ------------ | ---------------- | -------------- | ---------------------- | ---------------- | ------------ | ---------------- | --------- |
| 2006 | 4.990       | ?           | ?           | 8            | 7                | 1              | 623                    |                  | 1            |                  | 7         |
| 2009 | 5.945       | ?           | ?           | 12           | 9                | 3              | 495                    |                  | 14           | 40               | 8         |
| 2013 | 5.987       | ?           | ?           | 13           | 12               | 1              | 460                    |                  | 10           | 46               | 10        |
| 2021 | 6131        | ?           | ?           | 20           | 14               | 6              | 306                    |                  | 33           | 34               | 12        |